# 도요타통상
도요타통상(豊田通商株式会社, TOYOTA TSUSHO CORPORATION)은 일본의 종합상사이다. 본사는 나고야시 나카무라구에 있다. 토요타 그룹의 계열사이기도 한다.

## 역사
- 1936년 - 도요타 금융주식회사 설립
- 1948년 - 도요타 산업 주식회사의 상사부문을 계승해 닛신 통상 주식회사 설립
- 1956년 - 현재의 사명변경
- 1961년 - 주식상장
- 1964년 - 도미니카공화국에 토요타 자동차의 완성차를 수출
- 1998년 - 토요타 자동차의 간판 브랜드인 캠리 처음으로 한국시장에 진출
- 2006년 - 도멘에 인수합병
- 2012년 - 프랑스의 CFAO SA를 인수
- 2022년 - 시가현에 리사이클 페트병공장 준공.

## 같이 보기
- 토요타 자동차
- 미쓰이 물산
- 도멘